# Tipula (Pterelachisus) albertensis
Tipula (Pterelachisus) albertensis is een tweevleugelige uit de familie langpootmuggen (Tipulidae). De soort komt voor in het Nearctisch gebied.